# انتخابات در هلند

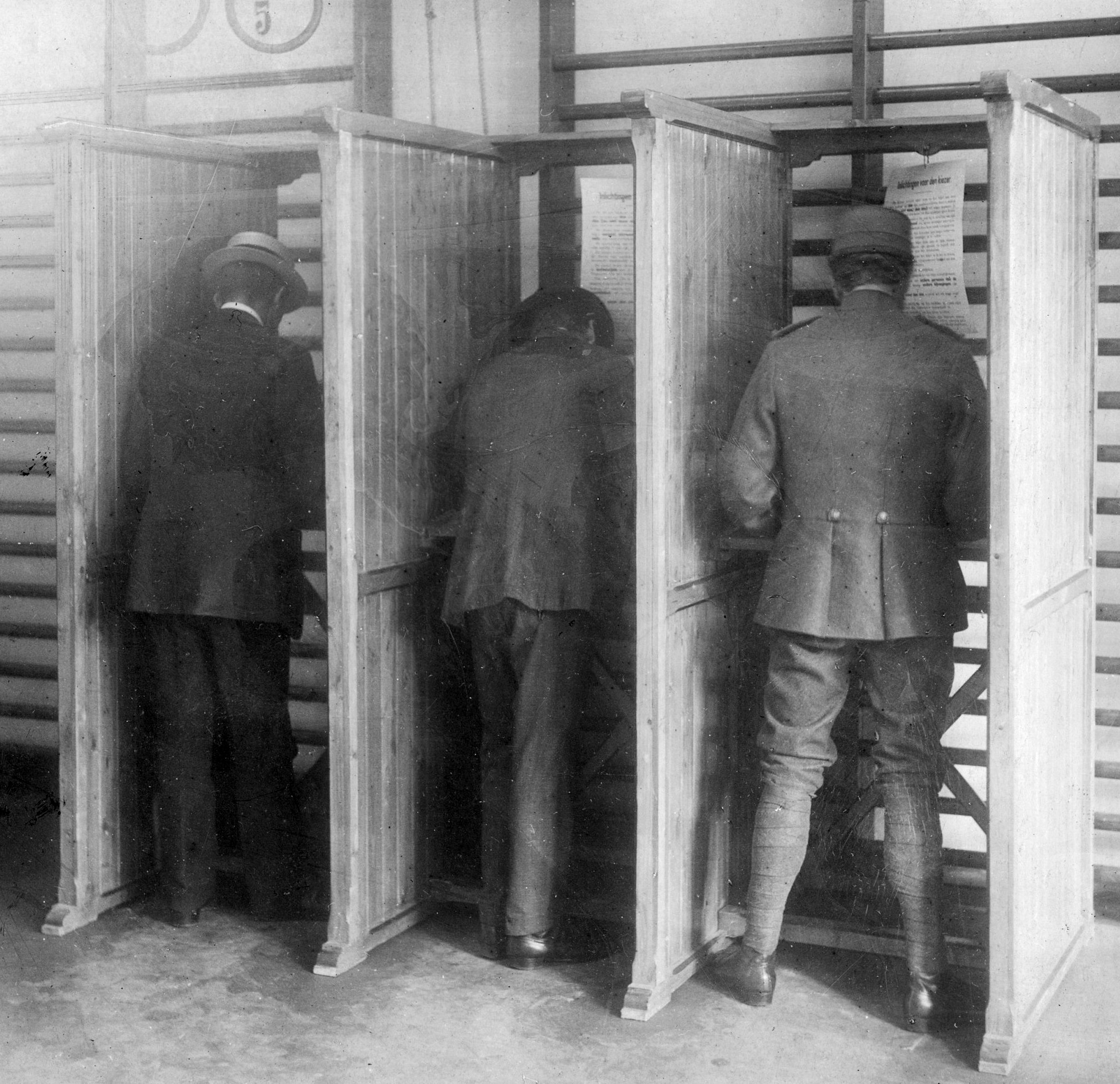
یکی از شعب اخذ رای هلند ۱۹۱۸

انتخابات در هلند در شش سطح حکومتی انجام می‌شود: اتحادیه اروپا، کشور، ۱۲ استان، ۲۵ مجلس آب، ۴۰۳ شهرداری (بعلاوهٔ ۳ شهرداری در جزایر کارائیب هلند) و دو شورای محله (برای شهرهای آمستردام و روتردام). به غیر از انتخابات‌های یادشده گهگاه همه‌پرسی‌هایی نیز در این کشور برگزار می‌شوند که تقریباً پدیده‌ای نو در دنیای سیاست هلند هستند.
در سطح ملی، قوه مقننه در اختیار پارلمان (Staten-Generaal) است. این پارلمان دو مجلس دارد. مجلس نمایندگان (Tweede Kamer = مجلس دوم)، ۱۵۰ عضو دارد که هر چهار سال با روش نمایندگی تناسبی انتخاب می‌شوند. همچنین در هر زمان در صورت انحلال این مجلس، انتخابات برگزار می‌شود. همهٔ انتخابات‌های هلند مستقیم هستند به غیر از انتخابات مجلس سنا (Eerste Kamer = مجلس اول) که ۷۵ عضو دارد و توسط شوراهای استانی بر اساس روش نمایندگی تناسبی و در سطح استانی به مدت چهار سال انتخاب می‌شوند.
هلند دارای نظام چندحزبی است و احزاب زیادی در آن فعالیت می‌کنند. معمولاً هیچ‌کدام از این احزاب نمی‌توانند اکثریت را به دست آورند (مگر در برخی شهرداری‌ها مثل توبرخن). در نتیجه احزاب پیروز باید برای تشکیل دولت ائتلافی با هم کنار بیایند. در غالب این دولت‌های ائتلافی حزبی که بیشترین آرا را هم به دست آورده حضور دارد. تنها در سه نمونه پس از جنگ جهانی دوم در سال‌های ۱۹۷۱، ۱۹۷۷ و ۱۹۸۲ بود که حزب کارگر با وجود کسب بیشترین آرا در میان احزاب هلندی، حاضر به ائتلاف نشد.
نامزدهای انتخابات مجلس نمایندگان از فهرست‌های حزبی و بنابر روش نمایندگی تناسبی انتخاب می‌شوند. آستانه انتخاب ۱ به ۱۵۰ از مجموع آرای صحیح است.
انتخابات شهرداری‌های هلند در سال ۲۰۰۶ در کل کشور به صورت الکترونیک انجام شد. از این رو نتایج انتخابات پیش از پایان روز و دو ساعت مانده به پایان مهلت رأی‌گیری مشخص شد. با این حال در انتخابات سراسری که در نوامبر همان سال برگزار شد، بسیاری از حوزه‌های رأی‌گیری تصمیم گرفتند به خاطر مشکلات امنیتی دستگاه‌های رأی‌گیری از کاغذ و مداد قرمز استفاده کنند. از آن زمان تاکنون بسیاری از انتخابات‌ها با مداد و کاغذ انجام گرفته‌است.
آخرین انتخابات برگزار شده در هلند، انتخابات سراسری مورخ ۱۵ مارس ۲۰۱۷ بوده‌است.

## زمان‌بندی
بیشترین زمان یک دورهٔ پارلمانی، پنج سال است و انتخابات معمولاً پس از چهار سال نسبت به دور قبلی برگزار می‌شوند. انتخابات‌های عادی مثل انتخابات مجلس نمایندگان در ماه مارس انجام می‌شود. اما اگر قرار باشد انتخابات شهرداری یا استانی در مارس همان سال برگزار شود، انتخابات پارلمانی به ماه مه عقب می‌افتد. در هلند طوری برنامه‌ریزی می‌شود تا انتخابات‌ها در بهار انجام شوند بدین صورت کابینه جدید مهلت کافی برای تشکیل دارد تا برنامهٔ خود را برای مهم‌ترین روز پارلمان هلند، یعنی روز شاهزاده که در آن پادشاه برنامه دولت را اعلام می‌کند داشته باشد.. اگر مجلس نمایندگان به دلیل اختلاف با کابینه یا اختلافاتی که درون کابینه موجود است منحل شود، انتخابات جدیدی تحت عنوان انتخابات انحلال در سریع‌ترین زمان ممکن برگزار می‌شود. این زمان معمولاً دو ماه است تا احزاب مختلف بتوانند برای آن آماده شوند. طول دورهٔ بعد را می‌توان تا حد یک سال افزایش داد تا انتخابات عادیِ بعدی بار دیگر در ماه مارس یا مه برگزار شود.
انتخابات شهرداری‌ها و استان‌ها همیشه هر چهار سال در ماه مارس برگزار می‌شوند. انتخابات شهرداری‌ها همیشه پس از سالی برگزار می‌شوند که عددش قابل تقسیم به چهار باشد و انتخابات استانی یک سال پس از انتخابات شهرداری‌ها خواهد بود. شوراهای شهر و مجالس استانی را نمی‌توان منحل کرد در نتیجه هیچ انتخابات انحلالی هم برای آن‌ها وجود ندارد. تنها در یک صورت می‌توان این کار را کرد که دو یا چند شهرداری با هم ادغام شوند و لازم شود که یک انتخابات جدید برای شهرداری جدید برگزار شود. انتخابات سنا هم هر چهار سال در ماه مه و پس از انتخابات استانی برگزار می‌شود. سنا را می‌توان منحل کرد و پس از آن سریعاً انتخابات انحلال برگزار کرد. اما با توجه به این که انتخابات استانی سر جایش باقی می‌ماند، این امر کمتر اتفاق می‌افتد. مجلس سنایی که با انتخابات انحلالی روی کار آمده باشد، فقط به اندازهٔ باقیماندهٔ سنای قبلی رسمیت خواهد داشت.
انتخابات‌ها معمولاً در روز چهارشنبه برگزار می‌شوند اما دولت می‌تواند با دلیل مناسب (مثل تطابق یک انتخابات با یک روز تعطیلی ملی) انتخابات یادشده را به روزهای سه‌شنبه، پنج‌شنبه یا جمعه بیندازد. انتخابات پارلمان اروپا همیشه در روز پنج‌شنبه برگزار می‌شود.